# Liisa Ahtee
Liisa Marjatta Ahtee, född 2 oktober 1937 i Åbo, är en finländsk läkare (farmakolog) och professor.
Ahtee blev student 1955, medicine licentiat 1962 samt medicine och kirurgie doktor i Helsingfors 1967. Hon bedrev forskning i Storbritannien 1967–1969 och i Sverige 1977. Hon var vid Helsingfors universitet assistent i farmakologi 1962–1974, docent 1968–1975 och professor i farmakologisk och medicinsk biologisk standardisering 1975–2002. Hon var redaktionssekreterare för tidskriften Medical Biology 1974–1987.